# Marcos Laborda
Marcos Laborda (Caravaca de la Cruz, 1752 - 1822) fue un escultor imaginero español.
La mayor parte de los datos sobre Laborda, su vida y su obra, proceden de documentos notariales. Se sabe que su primer maestro escultor fue José López Pérez, uno de los discípulos de Salzillo. Su obra estuvo exclusivamente dedicada a la imaginería, en un estilo a caballo entre la tradición barroca del siglo XVIII de impronta salzillesca y tendencias de signo rococó y neoclásicas de inicios del siglo XIX. Sus principales trabajos documentados se hicieron para la Catedral de Murcia, donde realizó varios altares y siete crucifijos, la iglesia de San Mateo de Lorca, con su San Juan Nepomuceno y San Francisco de Borja, ambos destruidos en la Guerra Civil Española, etc., siendo, según opinión general, su magnum opus el "Beso de Judas", realizado para la iglesia del Salvador de Caravaca de la Cruz. Se le atribuye asimismo un "Cristo como Buen Pastor", datado en 1817, hoy en una colección privada.